# Ilha White (arquipélago de Ross)
A ilha White é uma ilha do arquipélago de Ross, a leste da ilha Black. Descoberta pela expedição Discovery, tem 24 km de comprimento. Recebeu o nome pela abundância de neve que ai se observa.
A ilha White consiste em dois vulcões em escudo do Pleistoceno com cones vulcânicos. A última erupção terá ocorrido há 170 milhares de anos.